# Michael Greiling (Betriebswirt)

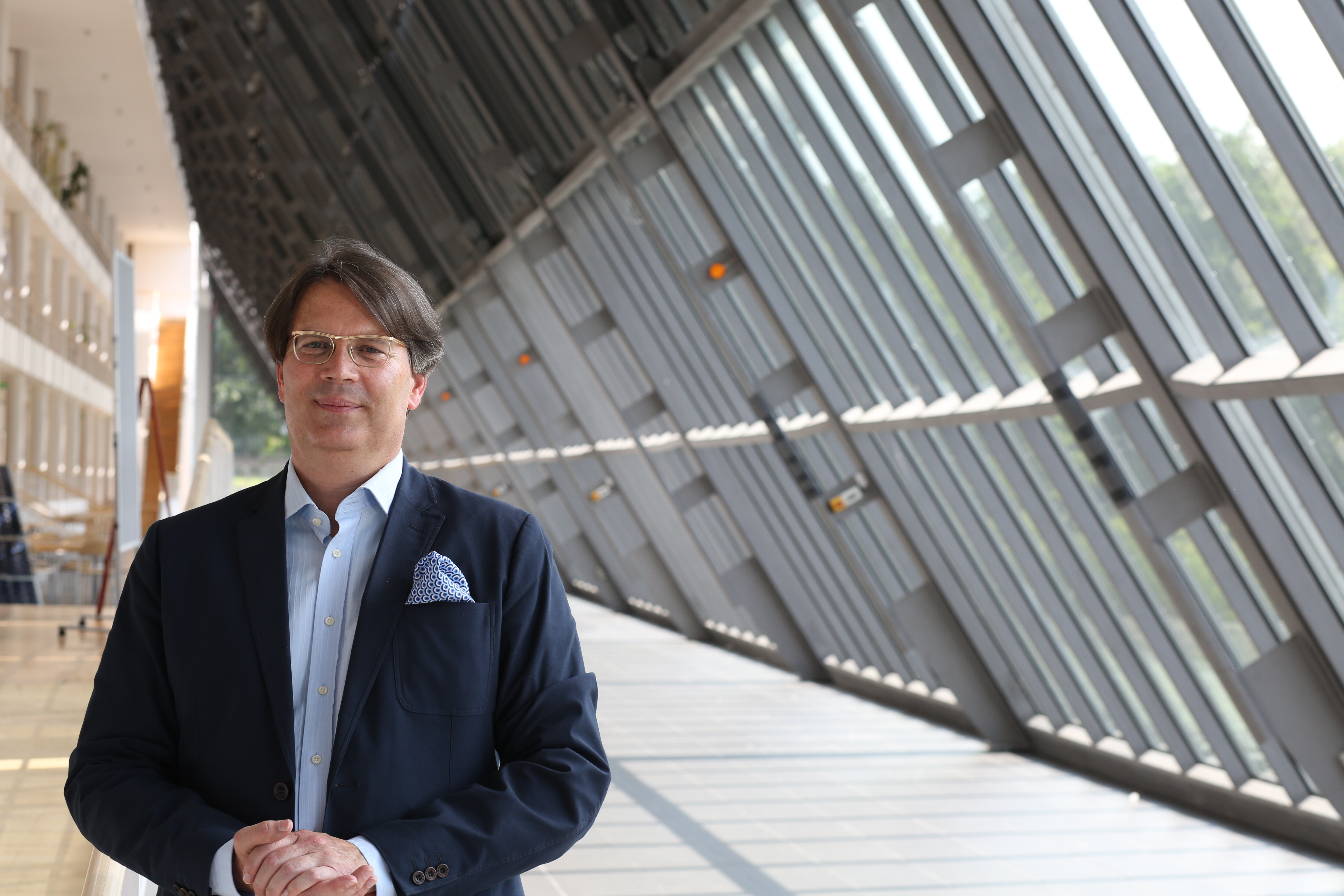
Michael Greiling, 2018

Michael Greiling (* 1966) ist ein deutscher Autor und Wissenschaftler im Bereich Betriebswirtschaftslehre, insbesondere Workflow-Management im Gesundheitswesen.

## Leben
Der Diplom-Betriebswirt und Diplom-Sozialpädagoge promovierte zum Dr. rer. oec., bevor er am Institut für angewandte Innovationsforschung (IAI) an der Ruhr-Universität Bochum Industrieunternehmen bei Fragestellungen zum Innovationsmanagement, Changemanagement und Qualitätsmanagement beratend und wissenschaftlich begleitete.
Ab dem Jahr 2000 verantwortete Greiling den Geschäftsbereich Controlling der APB Unternehmensberatung GmbH und war Mitglied der Leitungskonferenz der Unternehmensgruppe – Evangelische Treuhand / APB / BSU, eine Gesellschaft der Landeskirchen und Diakoniewerke der Evangelischen Kirche in Deutschland. Von 2006 bis 2015 lehrte Greiling als Stiftungsprofessor an der Westfälischen Hochschule Gelsenkirchen Bocholt Recklinghausen, Lehrgebiet Betriebswirtschaftslehre, insb. Workflow-Management im Gesundheitswesen. Greiling war Gründungs- und Vorstandsmitglied des Westfälischen Instituts für Gesundheit (WIGe) im Rahmen der zentralen Forschungsschwerpunkte an der Westfälischen Hochschule und Leiter des Forschungsschwerpunktes Vertrauenswürdige Gesundheit-IT der Westfälischen Hochschule.
Seit 2004 ist Greiling Geschäftsführer des Instituts für Workflow-Management im Gesundheitswesen (IWiG), einem An-Institut der Praxis-Hochschule. Michael Greiling ist Gründungsmitglied des im Jahr 2010 ins Leben gerufenen Expertenkreises OP-Effizienz. Dieser wurde mit der Idee gegründet, Expertise zum Thema OP-Management zu generieren und Betroffenen verfügbar zu machen.
Seit 2015 hat Greiling eine Professur für Workflow-Management im Gesundheitswesen an der Praxis-Hochschule inne. Parallel zu seiner Berufung ist Greiling für die Etablierung der softwarebasierten akademischen Weiterbildung zum Certified Workflow-Manager in health care mit Hochschulzertifikat verantwortlich. Außerdem ist Greiling Mitglied des Vorstandes der Deutschen Gesellschaft für Workflow-Management im Gesundheitswesen (DGWMiG).
Sein forscht zu operativ umsetzbaren Verfahren und Methodiken im Workflow-Management in der Gesundheitsversorgung. Greiling war beteiligt an über 300 Forschungs- und Entwicklungsprojekten im In- und Ausland.
Als Autor verfasste Greiling zahlreiche Veröffentlichungen über Prozessmanagement und -optimierung in Gesundheitseinrichtungen, darunter 50 Buchprojekte und 90 Beiträge in Fachzeitschriften. Die Software ClipMed ist national und international mit 13 Innovationspreisen die am meisten ausgezeichnete Software im Gesundheitswesen für das Thema Prozessmanagement.
Michael Greiling ist Mitglied des Expertenpools im Innovationsausschuss gemäß § 92b Absatz 6 SGB V i. V. m. § 15 Absatz 3 GO IA. beim Gemeinsamen Bundesausschuss (G-BA) und führt gutachterliche Tätigkeiten als Jurymitglied für Fördermaßnahmen des Bundesministeriums für Bildung und Forschung (BMBF) durch.
Greiling ist seit 2021 Mitarbeiter der Europäischen Fachhochschule und für die Etablierung der softwarebasierten akademischen Weiterbildung zum Certified Workflow-Manager in Health Care mit Hochschulzertifikat verantwortlich. Seit 2023 ist er im Rat für Gesundheit und Medizinethik des Bischofs von Essen.

## Monographien
- Das Innovationssystem. Eine Analyse zur Innovationsfähigkeit von Unternehmungen, Lang: Frankfurt am Main 1998, ISBN 978-3-631-34481-1 (= Dissertation)
- mit Felix Thomas: Prozessorientierung im Krankenhaus. Die Einführung der Prozesskostenrechnung als Grundlage zur Kalkulation der DRGs, Deutsche Krankenhaus Verlagsgesellschaft, Düsseldorf 2002.
- mit Markus Hessel, Katrin Berger: Pfadmanagement im Krankenhaus. Führen mit Kennzahlensystemen, Kohlhammer, Stuttgart 2004, ISBN 978-3-17-026538-7.
- mit Theresa Muszynski: Strategisches Management im Krankenhaus. Methoden und Techniken zur Umsetzung in der Praxis, 2. Aufl., Kohlhammer, Stuttgart 2008, ISBN 978-3-17-026542-4.
- mit Michael Brinkhaus: Marktchancen und -risiken in der Gesundheitswirtschaft. Strategien zur Bewertung, Problemlösung und Umsetzung, Kohlhammer, Stuttgart 2009, ISBN 978-3-17-026540-0.
- mit Matthias Dudek: Schnittstellenmanagement in der Integrierten Versorgung. Eine Analyse der Informations- und Dokumentationsabläufe, Kohlhammer, Stuttgart 2009, ISBN 978-3-17-027238-5.
- mit Christian Marschner, Julia Osygus, Verena Muszynski: Erfolg auf Basis von Qualität. Eine Studie zu Nutzen und Wirksamkeit von Qualitätsmanagement medhochzwei, Heidelberg 2015, ISBN 978-3-86216-239-0.

Monographien bei der Mediengruppe Oberfranken (Auszug)
- Workflow-Management Exzellenz-Modell, Band 4: Kennzahlen zur Steuerung, Mediengruppe Oberfranken, Kulmbach 2021.
- Workflow-Management Exzellenz-Modell, Band 3: Schritte der Effizienz, Mediengruppe Oberfranken, Kulmbach 2020.
- Workflow-Management Exzellenz-Modell, Band 2: Wege zur Effektivität, Mediengruppe Oberfranken, Kulmbach 2019.
- Workflow-Management Exzellenz-Modell, Band 1: Kriterien der Exzellenz, Mediengruppe Oberfranken, Kulmbach 2019.

## Belege
1. ↑  Institut für angewandte Innovationsforschung (IAI), Bochum. Abgerufen am 6. Juli 2020.
2. ↑  Pressemeldung Fachhochschule Gelsenkirchen: Dr. Michael Greiling aus Münster wurde auf eine Stiftungsprofessur zum Thema „Betriebswirtschaftslehre insbesondere Workflow-Management im Gesundheitswesen“ berufen. Abgerufen am 6. Juli 2020.
3. ↑  Forschungsbericht Westfälische Hochschule - WIGe S.52. (PDF) Abgerufen am 6. Juli 2020.
4. ↑  Expertenkreises OP Effizienz. Archiviert vom Original (nicht mehr online verfügbar) am 7. Juli 2020; abgerufen am 6. Juli 2020.  Info: Der Archivlink wurde automatisch eingesetzt und noch nicht geprüft. Bitte prüfe Original- und Archivlink gemäß Anleitung und entferne dann diesen Hinweis.
5. ↑  praxisHochschule/Europäische Fachhochschule. Abgerufen am 6. Juli 2020.
6. ↑  Erfolgreich zertifizierte Workflow-Manager. Abgerufen am 6. Juli 2020.
7. ↑  Projekte. Abgerufen am 6. Juli 2020.
8. ↑  Nationale und internationale Projekte unter Leitung von Michael Greiling. Abgerufen am 6. Juli 2020.
9. ↑  Veröffentlichungen. Abgerufen am 6. Juli 2020.
10. ↑  ClipMed – Die maßgeschneiderte digitale Workflow-Management Software-Lösung. Abgerufen am 7. Juli 2020.
11. ↑  Sonderpreis KU-Award 2019: Workflow-Management Exzellenz – ClipMed OM gehört zu den Top 2 Preisträgern. Abgerufen am 6. Juli 2020.
12. ↑  Certified Workflow-Manager in Health Care

| Personendaten    | Personendaten                                                           |
| ---------------- | ----------------------------------------------------------------------- |
| NAME             | Greiling, Michael                                                       |
| KURZBESCHREIBUNG | deutscher Autor und Wissenschaftler im Bereich Betriebswirtschaftslehre |
| GEBURTSDATUM     | 1966                                                                    |